# Виктория 1889 (футбольный клуб, 2013)
«Виктория 1889 Берлин» (нем. FC Viktoria 1889 Berlin) — немецкий спортивный и футбольный клуб из берлинского района Лихтерфельде административного округа Штеглиц-Целендорф. В сезоне 2021/22 выступал в Третьей лиге, домашние матчи проводил на берлинском Фридрих-Людвиг-Ян-Шпортпарк. Клуб был основан в 2013 году впоследствии объединения традиционного клуба Виктория 1889 и ЛФК Берлин.